# Kamienica Pod Złotym Słoniem w Krakowie
Kamienica Pod Złotym Słoniem – zabytkowa kamienica znajdująca się w Krakowie, w dzielnicy I przy placu Wszystkich Świętych 11, na rogu z ulicą Grodzką 17, na Starym Mieście.

## Historia kamienicy
Kamienica została wydzielona z sąsiedniej kamienicy przy ulicy Grodzkiej 15 po wielkim pożarze Krakowa w 1850. Na fasadzie budynku umieszczono płaskorzeźbę przedstawiającą złotego słonia. W 1932 Tadeusz Oświecimski założył na parterze kamienicy aptekę, która od godła domu nazywana była "Apteką pod Złotym Słoniem". W 1950 kamienica została przejęta na własność miasta. Mieścił się w niej Wydział Kultury Urzędu Miasta Krakowa. W 2018 została decyzją sądu przekazana Fundacji im. Jana i Tadeusza Oświecimskich, założonej przez ostatnią spadkobierczynię przedwojennych właścicieli.

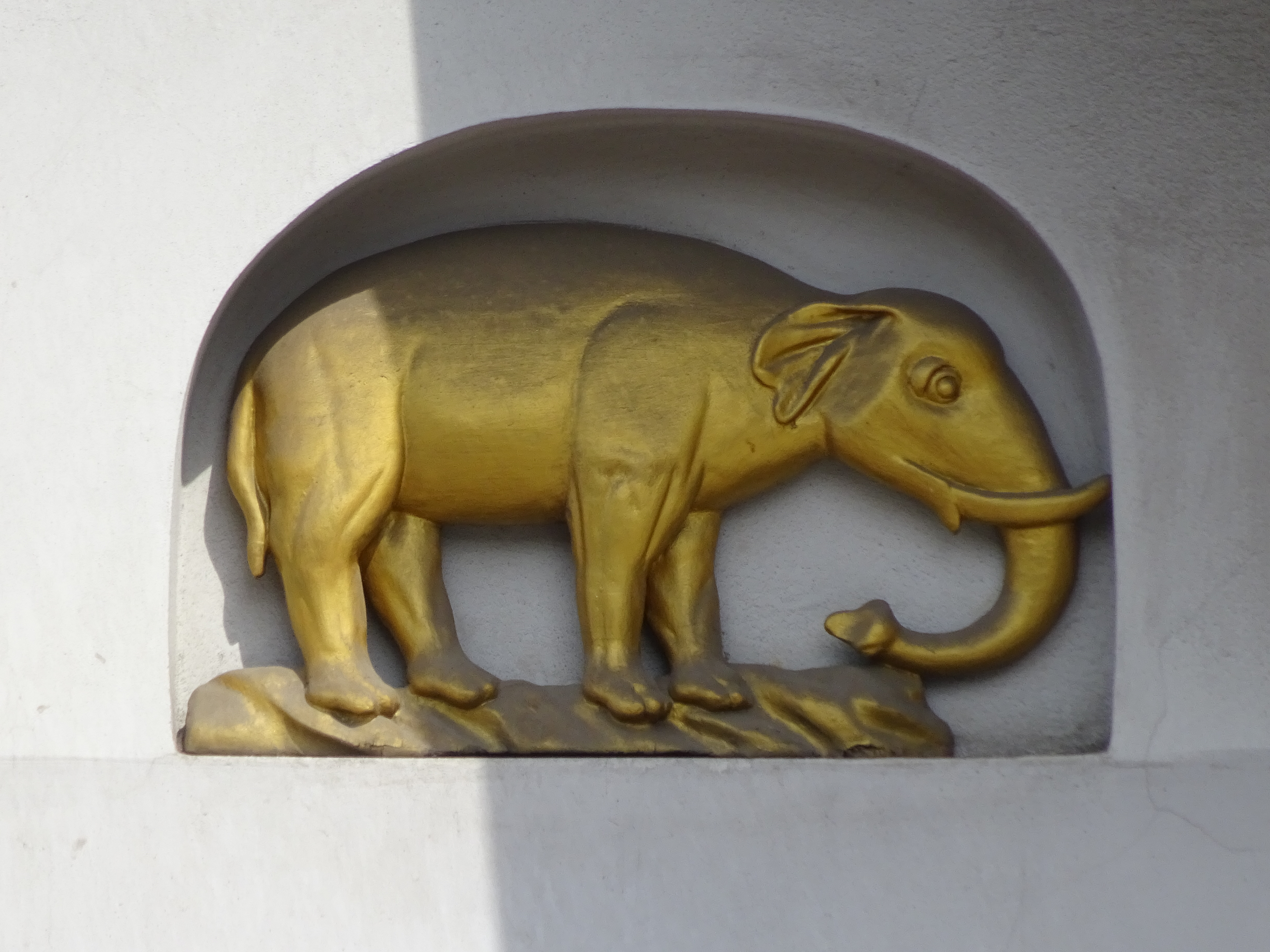
Godło domu, znajdujące się od strony Placu Wszystkich Świętych